# I tre investigatori e il castello del terrore
I tre investigatori e il castello del terrore è un film del 2009 diretto da Florian Baxmeyer e tratto dal romanzo Il castello del terrore di Robert Arthur.
È il secondo ed ultimo film della serie de I tre investigatori.

## Trama
Nel giorno del suo compleanno, Justus Jonas ed i suoi due amici Peter Crenshaw e Bob Andrews impediscono ad un ladro vestito da clown di rubare una misteriosa videocassetta contenente un criptico messaggio dei suoi genitori, morti in circostanze misteriose anni prima. Deciso a scoprire la verità, Justus coinvolge i suoi inseparabili amici e compagni d’avventure. Le indicazioni del video li conducono a un remoto castello nel nord della California, appartenuto al defunto inventore Stephen Terrill. Secondo le rivelazioni della cassetta, il castello custodisce un segreto legato alla morte dei genitori di Justus.
Il viaggio, però, è tutt'altro che semplice. Già prima di arrivare al castello, i ragazzi si scontrano con il sospettoso sceriffo Hanson che tenta di ostacolarli con ogni mezzo. Una volta dentro il castello, le sorprese si susseguono: strani fenomeni paranormali, macchinari antichi e la presenza della medium Caroline che sembra sapere molto più di quanto dica. Tuttavia, i misteri non finiscono qui: il nome di Victor Hugenay, un vecchio avversario del trio, riemerge, complicando ulteriormente le indagini.
Mentre esplorano il castello, Justus, Peter e Bob scoprono che dietro l'apparente soprannaturale si nasconde una rete di inganni. Tra pericoli, trappole e rivelazioni scioccanti, i tre ragazzi devono mettere alla prova la loro amicizia e il loro coraggio per portare alla luce la verità. Il caso, che inizialmente sembrava un semplice enigma, si trasforma in un viaggio personale per Justus, desideroso di onorare la memoria dei suoi genitori.